# لوريل إليزابيث كيز
لوريل إليزابيث كيز (بالإنجليزية: Laurel Elizabeth Keyes)‏ (1907 - 1983)؛ كاتِبة وشاعرة أمريكية.